# SOE en Italie
Le Special Operations Executive (« Direction des opérations spéciales ») est un service secret britannique qui opéra pendant la Seconde Guerre mondiale dans tous les pays en guerre, y compris en Extrême-Orient. 
Comme l’Italie est un pays ennemi et, suppose-t-on, un état fasciste monolithique sans opposition organisée utilisable, le SOE y fait peu d’efforts jusqu’à mi-1943, date où le gouvernement de Mussolini s’effondre et où les forces alliées occupent déjà la Sicile. Le SOE semble n’avoir fait aucun effort pour recruter des agents parmi les prisonniers de guerre italiens.
Dans les suites de l’effondrement italien, le SOE aide à la formation, dans les villes d’Italie du nord et dans les Alpes, d’une grande organisation de résistance qui harcèle les forces allemandes en Italie durant tout l’automne et l’hiver 1944. Et lors de l’offensive finale des Alliés en Italie, elle prend Gênes et d’autres villes sans l’aide des forces alliées.
SOE établit une base à Bari dans l’Italie du sud, à partir de laquelle il dirige ses réseaux et ses agents dans les Balkans (Albanie, Yougoslavie notamment). Cette organisation a pour nom de code « Force 133 ».